# Orlíček
Orlíček (Aquilegia) je rod rostlin z čeledi pryskyřníkovité (Ranunculaceae). Orlíčky jsou vytrvalé, zřídka dvouleté byliny. Orlíčky rostou po celém severním mírném pásmu, kde bylo nalezeno na sedmdesát druhů. Rostliny tvoří vzpřímené větvené lodyhy. Listy s 2–3krát trojčetnými čepelemi. Květy mají nálevkovitou korunu s dlouhými ostruhami. Kališní lístky jsou velké, ploché a u některých kultivarů odlišně zbarvené bíle, nebo v odstínech žluté, růžové, oranžové a modré až fialové. Květy orlíčků mají nezaměnitelnou stavbu, jsou pravidelné, pětičetné, většinou převislé. Tvoří je pět okvětních lístků a pět lístků nektariových s ostruhami. Plod jsou měchýřky.

## Použití
Některé druhy tohoto rodu lze použít jako okrasné rostliny. V ČR se pěstují především kultivary orlíčků, vyznačující se dlouhými rovnými ostruhami a velkými květy výrazných barev. Na vzniku těchto hybridů se podílely hlavně severoamerické druhy, jako je Aquilegia chrysantba, Aquilegia skinneri, Aquilegia canadensis, hlavně však Aquilegia coeruka. Rostlina je vhodná pro výsadby v parcích, nejlépe nepravidelných kompozic přírodního charakteru.
Orlíček byl květinou často zobrazovanou malíři, pro krásný tvar květu. Byl oblíbenou květinou (motivem) na italských výšivkách.

## Zástupci
- orlíček alpský (Aquilegia alpina)
- orlíček černavý (Aquilegia nigricans)
- orlíček černofialový (Aquilegia atrata)
- orlíček kanadský (Aquilegia canadensis)
- orlíček modrý (Aquilegia coerulea)
- orlíček obecný (Aquilegia vulgaris)
- orlíček olympský (Aquilegia olympica)
- orlíček pyrenejský (Aquilegia pyrenaica)
- orlíček sibiřský (Aquilegia sibirica)
- orlíček slovenský (Aquilegia longisepala)
- orlíček vějířnatý (Aquilegia flabellata)
- orlíček zelenokvětý (Aquilegia viridiflora)
- orlíček zkřížený (Aquilegia × hybrida)
- orlíček zlatý (Aquilegia aurea)[3][4][5]

## Pěstování

### Nároky
Při pěstování v mírném pásmu (ČR) se daří na slunci i v polostínu. Vhodná je propustná, humózní až hlinitá půda, vlhká, nebo dobře zásobená vodou a živinami. Orlíček má použití hlavně jako atraktivní trvalka ve smíšených letničkových a trvalkových záhonech. Hodí se též k řezu. Sází se do sponu 50–60 cm.

### Rozmnožování
Na jaře v dubnu a květnu výsevem semen na záhon. Mladé rostliny se přepichují do nádob, v nichž jsou rostliny dopěstovány.

## Druhy ve střední Evropě
V České republice roste přirozeně jen orlíček obecný (Aquilegia vulgaris). V Alpách rostou některé další druhy, například orlíček alpský (Aquilegia alpina), orlíček černofialový (Aqulegia atrata), orlíček černavý (Aquilegia nigricans) nebo druh Aquilegia einseleana.

## Hybridy a kříženci
Ve střední Evropě se orlíčky hojně pěstují jako okrasné rostliny, kromě orlíčku obecného a různých jeho kultivarů se pěstují i jiné druhy a jejich kříženci, např.:
- Aquilegia × cultorum,
- Aquilegia × hybrida.

### Kultivary
Kultivary jsou: 'Crimson Star' – červenobílý, 'Edelweiss' – bílý aj.

## Choroby a škůdci
Housenice pilatek způsobují holožír. Virová zelenokvětost je infekční virová choroba rostlin. Napadené rostliny je třeba odstranit.